# ISO 639

Prezentarea integrării a diferitelor coduri de limbi din diferite sub-standarde, de exemplu Manx Alpha-4-coduri luate din proiectul ISO 639-6, înainte de publicare care pot fi supuse unor modificări.

ISO 639 este un set de standarde internaționale ce are ca obiectiv atribuirea limbilor un cod scurt.
Standardul ISO 639 este format din mai multe părți dintre care primele patru au fost deja aprobate, cu două litere (ISO 639-1), cu trei litere (ISO 639-2, ISO 639-3 și ISO 639-5), iar a cincea și a șasea parte (ISO 639-4 și ISO 639-6) sunt în ultima fază de dezvoltare (iunie 2008).
Codurile definite de ISO 639 sunt utilizate pentru scopuri bibliografice în medii de calcul și internet, unde reprezintă un element-cheie al datelor de localizare. Codurile de asemenea sunt utilizate în diverse aplicații, cum ar fi URL-uri de pe Wikipedia pentru edițiile sale de limbi diferite.
Codurile de limbă includ limbile naturale și limbile artificiale, dar nu limbile care au fost create prin prelucrare mecanică, cum ar fi limbaje de programare RPG.

## Norme parțiale
Norme oficiale introduse parțial sunt:
- ISO 639-1: 2002 − 180 înregistrări, 572 coduri posibile (Codes for the representation of names of languages − Part 1: Alpha-2 code)
- ISO 639-2: 1998 − 450 înregistrări, 17.576 coduri posibile (Codes for the representation of names of languages − Part 2: Alpha-3 code)
- ISO 639-3: 2007 − 6.900 înregistrări, 17.576 coduri posibile (Codes for the representation of names of languages − Part 3: Alpha-3 code for comprehensive coverage of languages)
- ISO 639-5: 2008 − în curs de dezvoltare (Codes for the representation of names of languages − Part 5: Alpha-3 code for language families and groups)

Următoarele părți se află în dezvoltare:
- ISO 639-4 − (Codes for the representation of names of languages − Part 4: Implementation guidelines and general principles for language coding)
- ISO 639-6 − (Codes for the representation of names of languages − Part 6: Alpha-4 representation for comprehensive coverage of language variation)

### ISO 639-1
Partea standardului ISO 639-1, a fost creat pentru utilizare în terminologie, lingvistică și lexicografie. Până la adoptarea sa oficială, din 2002, listele se aflau sub numele de ISO 639. Precursori sunt Request for Comments RFC 1766 (martie 1995) și RFC 3066 (ianuarie 2001). ISO 639-1 nu este numai pentru limbile cele mai mult reprezentate în literatură internatională, dar și pentru înregistrarea limbilori „dezvoltate” cu un vocabular „specializat”.

### ISO 639-2
Partea standardului ISO 639-2 (Alpha-2) a fost creat pentru extinderea identificării limbilor la trei litere de cod, așa că, teoretic, sunt 263 = 17.576 coduri de limbi posibile. Până în prezent, sunt mai mult de 480 (în ianuarie 2007 ) de limbi și familii de limbi identificate.
Biblioteca Congresului Statelor Unite ale Americii a preluat administrarea acestui document.

### ISO 639-3
ISO 639-3 (Alpha-3) a fost redactat la 5 februarie 2007 și se bazează pe primele două standarde de acoperire cuprinzătoare a limbilor din lume. Identificarea precedentă de trei litere de la ISO 639-2 va fi continuat și, astfel, ISO 639-3 poate dispune, teoretic, asupra 17.576 de identități înregistrate.
Mai mult de 6.900 de limbi sunt, pînă în prezent, incluse în standard și se intenționează completarea listei pentru a fi utilizată în tehnologia informației a tuturor limbilor.

### ISO 639-4
O explicație de aplicare a standardelor ISO 639 va fi reflectată în standardul ISO 639-4 (Alpha-4), care însă încă nu a aparut. Acest standard nu va defini limba codurilor. Lista este publicată în 30 noiembrie 2008.

### ISO 639-5
Aceast sub-standard (Alpha-5) oferă o ierarhie a familiilor de limbi și permite o structurare a codului de la sub-standarde de la listele ISO 639-1 la -3. Acest lucru permite o degradare diferențiat treptată în generalizarea pentru evidențierea datelori de limbaje.

### ISO 639-6
Această listă ISO 639-6 încă în pregătire, va avea patru litere de coduri define și o extindere a codurilor de limbi din părțile ISO 639-1 la -3.